# 前傳
前傳是原作品衍生作品的一種。通常是敘述原故事發生之前所發生的故事。從前傳中可以看到原作的一些事件的由來。前傳作品通常會是以小說、漫畫、電影、電視劇、舞台劇、廣播劇或遊戲等創作形式呈現。前傳亦是外傳的一種。

## 例子
- 《007首部曲：皇家夜總會》（《007》）
- 《絕命律師》《絕命毒師》
- 《星際大戰首部曲：威脅潛伏》到《星際大戰三部曲：西斯大帝的復仇》（《星際大戰四部曲：曙光乍現》到 《STAR WARS：最後的絕地武士》）
- 《X戰警：金鋼狼》及《X戰警：第一戰》（《X戰警》到《X戰警：最後戰役》）
- 《哈比人：意外旅程》到《哈比人：五軍之戰》（《魔戒首部曲：魔戒現身》到《魔戒三部曲：王者再臨》）
- 《普羅米修斯》及《異形：聖約》（《異形》到《異形：浴火重生》）